# Zatoka Tuniska
Zatoka Tuniska (arab. ‏خليج تونس‎ = Chalidż Tunis; fr. Golfe de Tunis) – zatoka Morza Śródziemnego u północno-wschodnich wybrzeży Tunezji, między półwyspem Al-Watan al-Kibli a przylądkiem Ras at-Tarf z położoną po jego południowej stronie laguną Ghar al-Milh. U południowo-zachodnich wybrzeży zatoki leży miasto Tunis.